# Mychajliwka
Mychajliwka (ukrainisch Михайлівка; russisch Михайловка/Michailowka) ist eine Siedlung städtischen Typs in der Oblast Saporischschja in der südlichen Zentralukraine. Sie war bis Juli 2020 das Verwaltungszentrum des Rajons Mychajliwka (seitdem Teil des Rajon Wassyliwka) und liegt südlich des Kachowkaer Stausees. Die Entfernung zum Oblastzentrum Saporischschja beträgt 77 Kilometer.

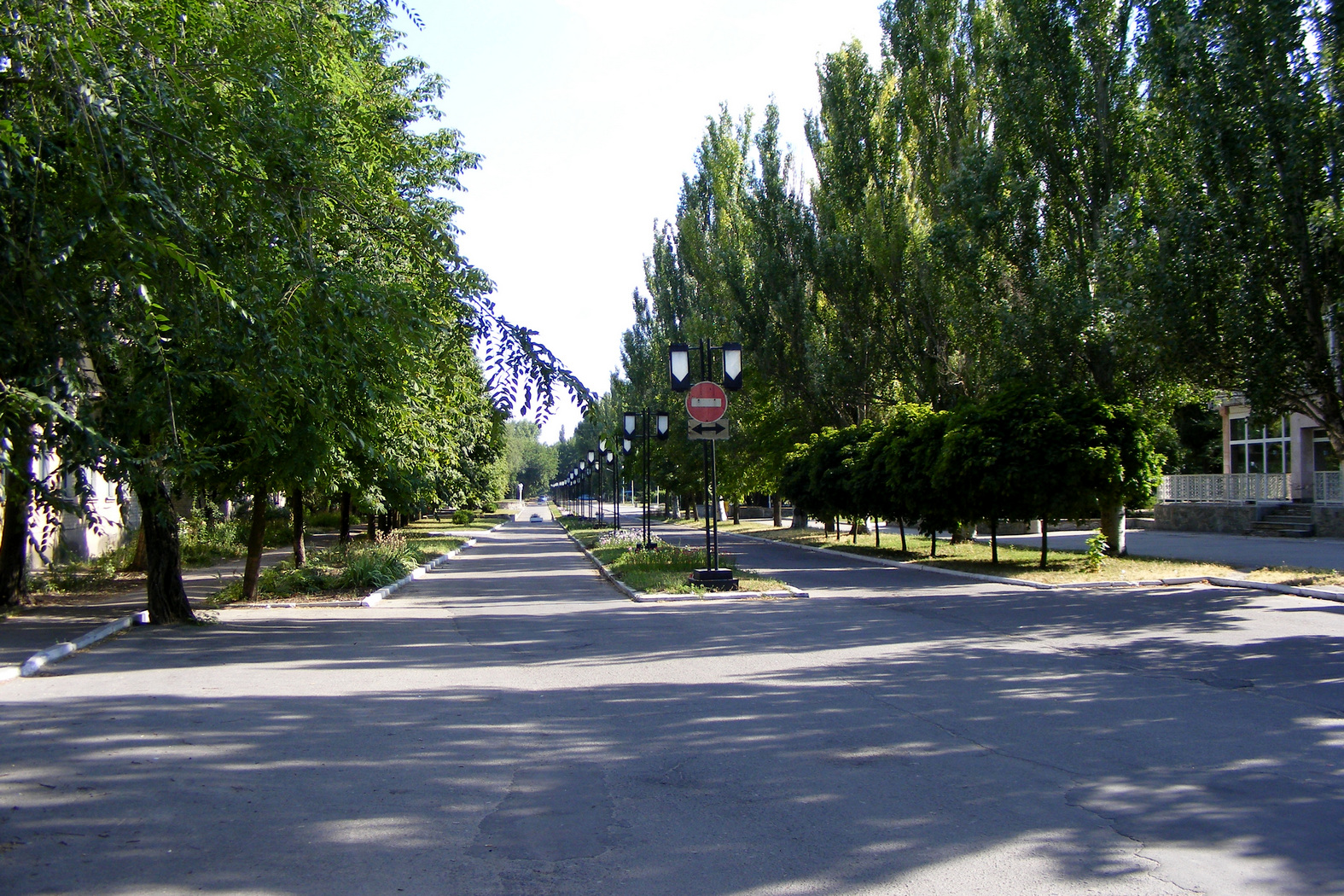
Straße im Ort

Der Ort wurde 1810 zum ersten Mal erwähnt und besitzt seit 1965 den Status einer Siedlung städtischen Typs.
Im März 2022 wurde der Ort durch russische Truppen im Rahmen des Russischen Überfalls auf die Ukraine eingenommen und befindet sich seither nicht mehr unter ukrainischer Kontrolle.

## Verwaltungsgliederung
Am 14. Dezember 2017 wurde die Siedlung zum Zentrum der neugegründeten Siedlungsgemeinde Mychajliwka (Михайлівська селищна громада/Mychajliwska selyschtschna hromada). Zu dieser zählten auch die 7 in der untenstehenden Tabelle aufgelisteten Dörfer, bis dahin bildete sie zusammen mit den Dörfern Nowowolodymyriwka, Perschotrawnewe, Petriwka, Schowtnewe und Wowkiwka die gleichnamige Siedlungsratsgemeinde Mychajliwka (Михайлівська селищна рада/Mychajliwska selyschtschna rada) im Norden des Rajons Mychajliwka.
Am 12. Juni 2020 kamen noch die Siedlung städtischen Typs Pryschyb sowie die Dörfer Rosiwka, Slowjanka und Smyreniwka zum Gemeindegebiet.
Am 17. Juli 2020 kam es im Zuge einer großen Rajonsreform zum Anschluss des Rajonsgebietes an den Rajon Wassyliwka.
Folgende Orte sind neben dem Hauptort Mychajliwka Teil der Gemeinde:
| Name                     | Name              | Name                                |
| ukrainisch transkribiert | ukrainisch        | russisch                            |
| ------------------------ | ----------------- | ----------------------------------- |
| Burtschak                | Бурчак            | Бурчак                              |
| Nowowolodymyriwka        | Нововолодимирівка | Нововладимировка (Nowowladimirowka) |
| Perschotrawnewe          | Першотравневе     | Першотравневое (Perschotrawnewoje)  |
| Petriwka                 | Петрівка          | Петровка (Petrowka)                 |
| Pryschyb                 | Пришиб            | Пришиб (Prischib)                   |
| Rosiwka                  | Розівка           | Розовка (Rosowka)                   |
| Slowjanka                | Слов'янка         | Славянка (Slawjanka)                |
| Smyreniwka               | Смиренівка        | Смиреновка (Sirenowka)              |
| Tarsalak                 | Тарсалак          | Тарсалак                            |
| Tymoschiwka              | Тимошівка         | Тимошовка (Timoschowka)             |
| Wowkiwka                 | Вовківка          | Волковка (Wolkowka)                 |